# Темірбек Жургенов
Темірбе́к Журге́нов (каз. Темірбек Жүргенов) — село у складі Жалагаського району Кизилординської області Казахстану. Адміністративний центр та єдиний населений пункт Макпалкольського сільського округу.
У радянські часи село називалось Макполколь, до 2016 року називалось Макпалколь.
Населення — 1883 особи (2021; 1921 у 2009, 2275 у 1999, 1769 у 1989).